# Mashable
Mashable是一个美国互联网新闻博客。由皮特·卡什莫尔创办于2005年7月。月访问量超过700万，Alexa排名300多。它是世界上访问量最多的博客之一。Mashable撰写有关YouTube、Facebook、Google、Twitter、MySpace、苹果等的新闻，同时他们也报道一些其他社会媒体的消息。
截至2009年底，Mashable有超过33万的RSS订阅数。截至2022年10月，已有超过938万的推特跟踪者，超过761万的脸书粉丝。